# صفا خانة (شاهين دج)
أطاقلو هي قرية في مقاطعة شاهين دج، إيران. عدد سكان هذه القرية هو 1,356 في سنة 2006.